# Tverdomedove, Velîka Oleksandrivka
Tverdomedove (în ucraineană Твердомедове) este un sat în așezarea urbană Velîka Oleksandrivka din regiunea Herson, Ucraina.

## Demografie
Componența lingvistică a localității Tverdomedove
     Ucraineană (92,19%)
     Rusă (5,54%)
     Belarusă (1,01%)
     Alte limbi (1,25%)
Conform recensământului din 2001, majoritatea populației localității Tverdomedove era vorbitoare de ucraineană (92,19%), existând în minoritate și vorbitori de rusă (5,54%) și belarusă (1,01%).